# Plate-forme GM/FGA Small - SCCS
Le châssis FGA Small - Fiat Group Automobiles Small, est une plate-forme élaborée par le constructeur automobile italien Fiat. Cette structure est modulaire et est destinée aux véhicules automobiles de la catégorie citadines. 

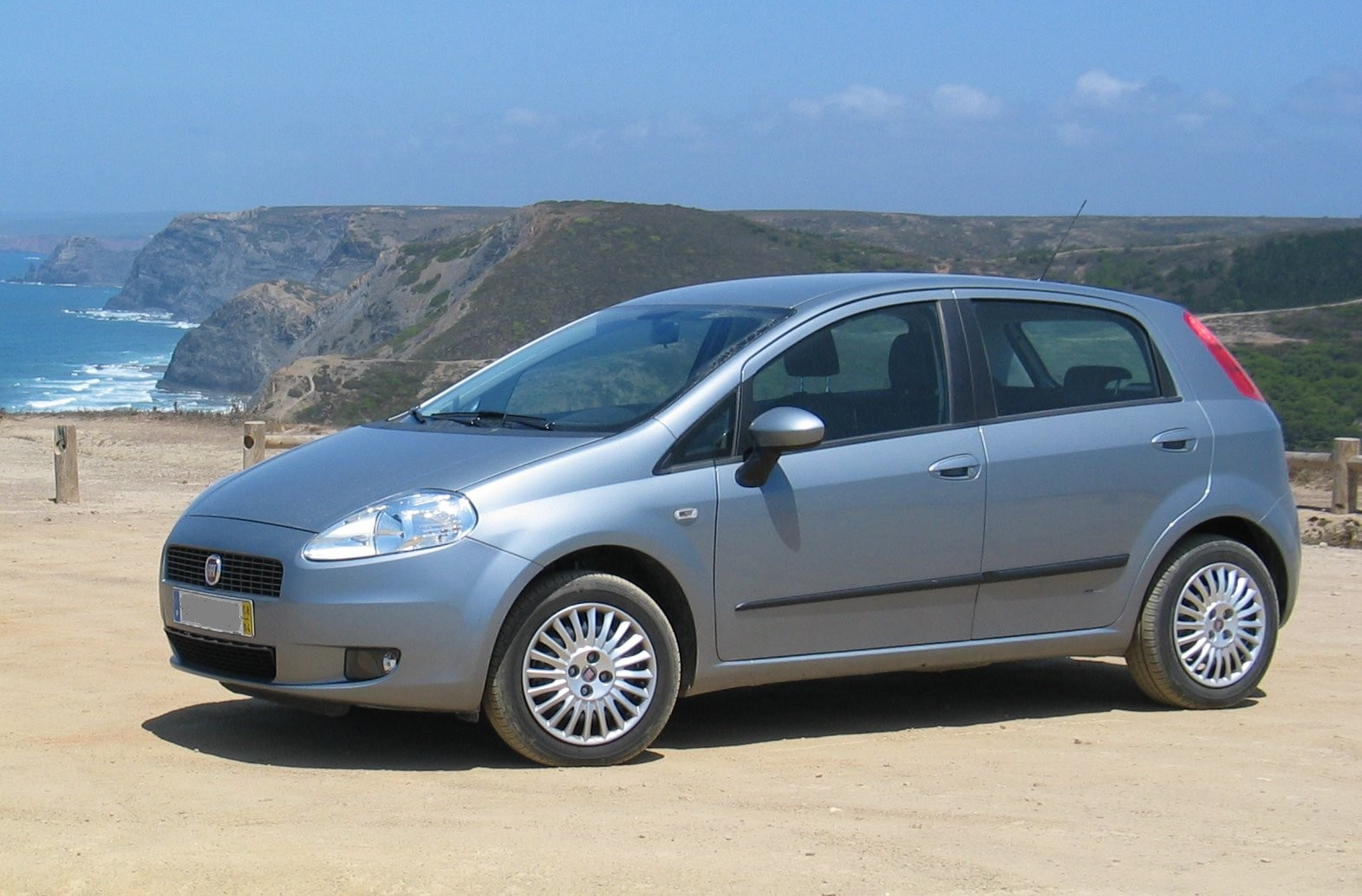
Fiat Grande Punto 2005

Sa première application sera la Fiat Grande Punto (projet ZFA 199), commercialisée en 2005. Elle servira aussi de base à l'Opel Corsa qui reprend d'ailleurs toute la partie mécanique de la Fiat Punto.
En 2009, Fiat élabore une version simplifiée qui prendra la référence ZFA 310, destinée aux Fiat Punto produites dans les pays émergents comme le Brésil ou l'Inde.
En 2012, cette plate-forme bénéficie d'une profonde refonte pour déboucher sur ce qui sera référencé chez Fiat comme la seconde génération de la Small, destinée à la Fiat 500L (projet ZFA 330).

## Le projet et son développement
L'étude de cette plate-forme a été conduite intégralement par le bureau d'études Fiat Auto à Turin. Une partie de l'étude a été financée par le groupe américain General Motors avec qui Fiat entretenait des rapports de coopération à l'époque. Si l'utilisation de cette plate-forme dans sa première déclinaison a été réservée essentiellement à l'Europe, son évolution conduite exclusivement par Fiat, est destinée à une utilisation mondiale.
Cette plate-forme fait partie des 5 modèles utilisés par le groupe Fiat, et ses filiales Alfa Romeo, Lancia, Chrysler, Jeep et Dodge. 

### La1regénérationSmall - la SCCS (2005-2012)
Rappel du contexte : c'est au mois de mars 2000 que Fiat Auto et GM annoncent la signature d'un accord de coopération entre les deux constructeurs automobiles. À la suite d'une prise de participation croisée, Fiat acquiert 6 % du groupe américain et GM 20 % de la seule division automobiles de l'italien, deux sociétés mixtes sont créées ; l'une pour regrouper les achats de composants et l'autre pour assurer le développement de nouveaux modèles.
C'est ainsi que les études de deux plates-formes seront menées conjointement : la Small et la Premium.
Si les études préliminaires de la "Premium" ont été conduites par les bureaux R&D Alfa Romeo et Saab, les études finales, la mise au point et son industrialisation sont l'œuvre du groupe Fiat ; Saab et GM ayant abandonné le projet. Opel utilisera cette plate-forme pour le prototype concept de l'Insigna, par contre le projet "Small" est entièrement italien opéré par Fiat Auto, GM n'ayant apporté qu'une participation financière lui permettant de projeter de nouveaux modèles sur cette base sans devoir payer de licence au prix fort.
Dès le lancement de la Fiat Punto II en 1999, Fiat mis en chantier sa remplaçante avec la volonté de limiter le nombre de plates-formes en service à cinq. Pour cela, il lui fallait reprendre son concept de châssis modulaire lancé sur des études et prototypes de la fin des années 1980. C'est ainsi que le projet baptisé SCCS Small Common Components Systems vit le jour. Après les accords de coopération passés entre Fiat et GM en 2000, GM qui n'avait aucune étude en cours pour remplacer l'Opel Corsa C, simple évolution de la Corsa B datant de 1993, utilise l'ensemble de base de la Fiat Grande Punto, plate-forme et mécanique, pour sa nouvelle Corsa "D" lancée en 2006.
La plate-forme SCCS a subi de nombreuses évolutions au fil du temps :
- en 2007 - la plate-forme est adaptée pour recevoir une carrosserie avec coffre séparé pour une berline à 3 volumes ; ce sera le cas de la Fiat Linea avec un empattement allongé de 10 mm.
- en 2008 - modification des supports du train avant avec l'adoption d'aciers à très haute résistance HSS pour l'Alfa Romeo MiTo. La masse du châssis diminue de 9 %.
- 2009 - reprise du châssis avec des modifications sensibles des dimensions : allongement et élargissement pour le Fiat Doblò.
- 2012 - nouvelle génération de la "Small" pour la Fiat 500L.

Après la rupture des accords de coopération avec Fiat, General Motors dispose des droits d'utilisation de la première génération SCCS. Pour ne pas devoir payer les droits sur la nouvelle génération, Opel doit toujours se contenter de cette ancienne plate-forme pour ses nouveaux modèles : 
- 2012 - Opel Corsa D restyling, arrêt de la fourniture des motorisations Fiat essence et diesel d'où le retour aux anciennes motorisations.
- 2013 - Opel reprend encore la première version de la plate-forme de la Fiat Punto pour sa nouveauté, l'Opel Adam, avec une réduction de l'empattement de 20 cm.

### La 2de génération B-Wide (2012-)
Sept ans après sa conception, Fiat reprend sa plate-forme « Small » afin de lui faire reprendre l'avance technologique qui avait caractérisé sa première génération. Entre-temps, Fiat avait développé la plate-forme pour voitures berlines de catégorie compacte directement conforme aux normes américaines et européennes, sa fameuse Plate-forme FGA Compact.
Rares sont les éléments qui n'ont pas été réétudiés. En fait, cette seconde génération est un nouveau projet. C'est sur cette nouvelle base que la Fiat 500L a vu le jour. Cette nouvelle base peut supporter tout type de voiture et véhicule utilitaire de 4.00 à 4.40 mètres de longueur, avec traction avant et/ou intégrale. Le coût global du développement s'élève à 150 millions €.

## Chronologie des modèles utilisant la plate-forme Fiat Small

### Première génération

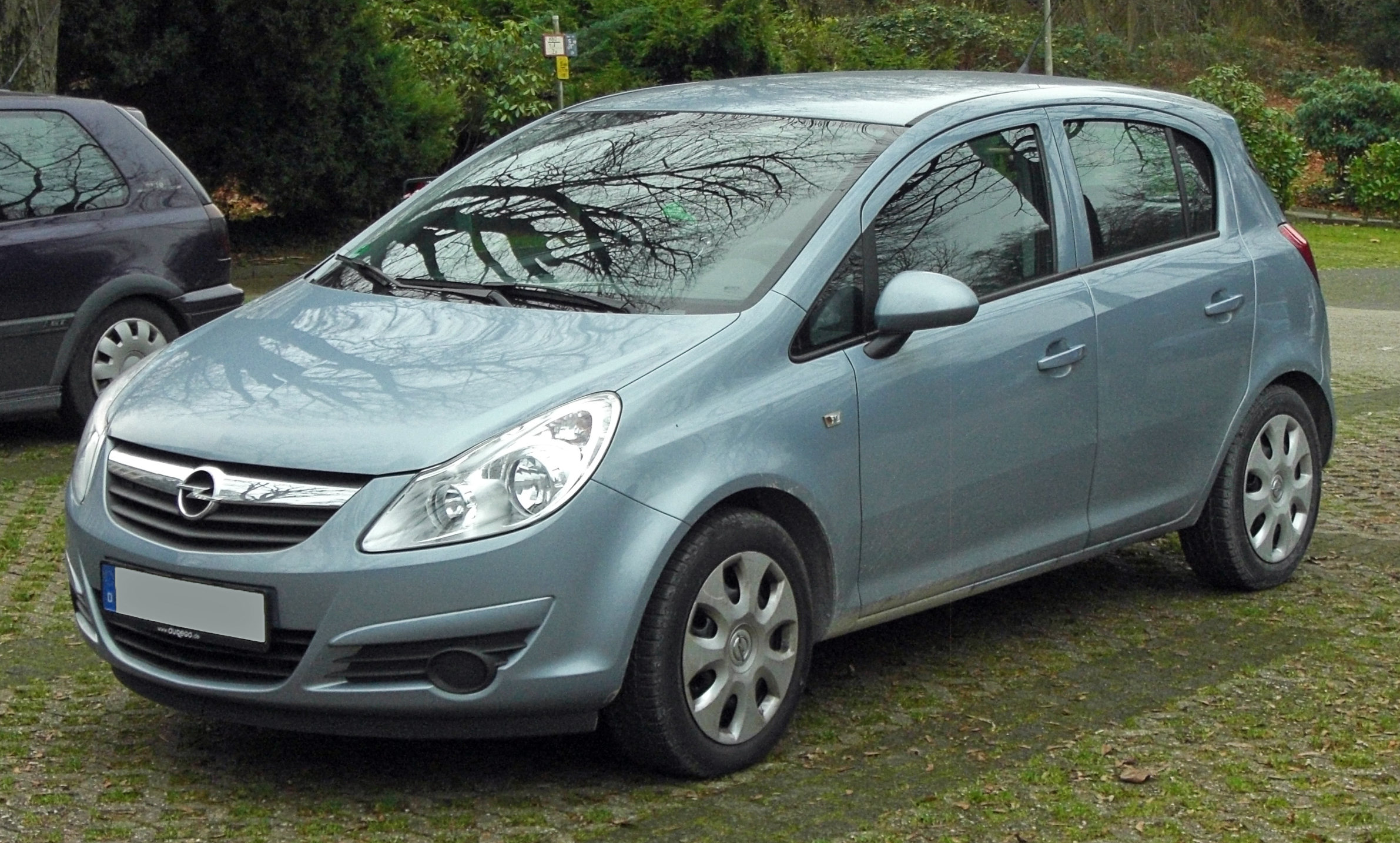
Opel Corsa D (2006): la voiture reprend la plate-forme et toutes les parties mécaniques de la Fiat Grande Punto

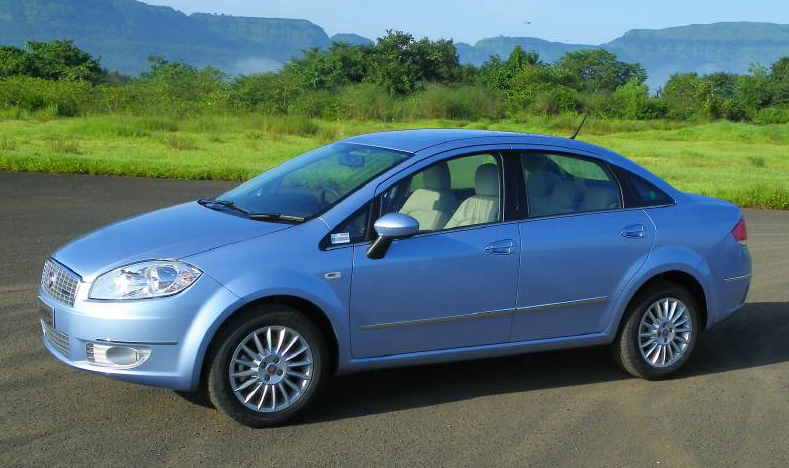
La Fiat Linea de 2007, le châssis Small a été adapté pour les dimensions de la berlina à 3 volumes

- Fiat Grande Punto (2005) 403 cm - V1.0 : début
  - Opel Corsa D (2006) 400 cm - V1.0 : inchangé
    - Opel Meriva B (2010) - 428 cm - V1.0 : empattement allongé
    - Opel Adam (2013) 369 cm - V1.0small : raccourci

  - Fiat Linea (2007) 456 cm - V1.0wide : allongé
  - Fiat Fiorino (2007) 386 cm - V1.0 : empattement inchangé
    - Peugeot Bipper (2007) 386 cm - clône du Fiat Fiorino
    - Citroën Nemo (2007) 386 cm - clône du Fiat Fiorino

  - Fiat Qubo (2008) 396 cm - V1.0 : empattement allongé
- Alfa Romeo MiTo (2008) 406 cm - V1.1 : empattement inchangé
  - Fiat Punto Evo (2009) 406 cm - V1.1 : inchangé
  - Fiat Punto III (2012) 406 cm
- Fiat Doblò (2009) 439/474 cm -  V1.1wide : allongé
  - Opel Combo D (2012) 439 cm
  - Ram ProMaster City (2014) 439/474 cm

Les modèles dérivés de la Fiat Punto:
- Abarth Grande Punto S2000 (2006)
- Abarth Grande Punto (2006)
- Abarth Punto Evo (2010)
- Fioravanti Skill (2006)
- Bertone Suagna (2006)

La plate-forme de la Fiat Punto italienne a reçu des modifications pour les marchés "émergents" : versions de la Fiat Punto produites en Inde et au Brésil (projet ZFA310).
- Fiat Punto Brasil (2007)
- Fiat Punto India (2008)
  - Tata Indica Vista (2008)
  - Tata Indigo (2009)
  - Fiat Punto Evo India (2014)
  - Fiat Punto Avventura India (2014)

### Seconde génération

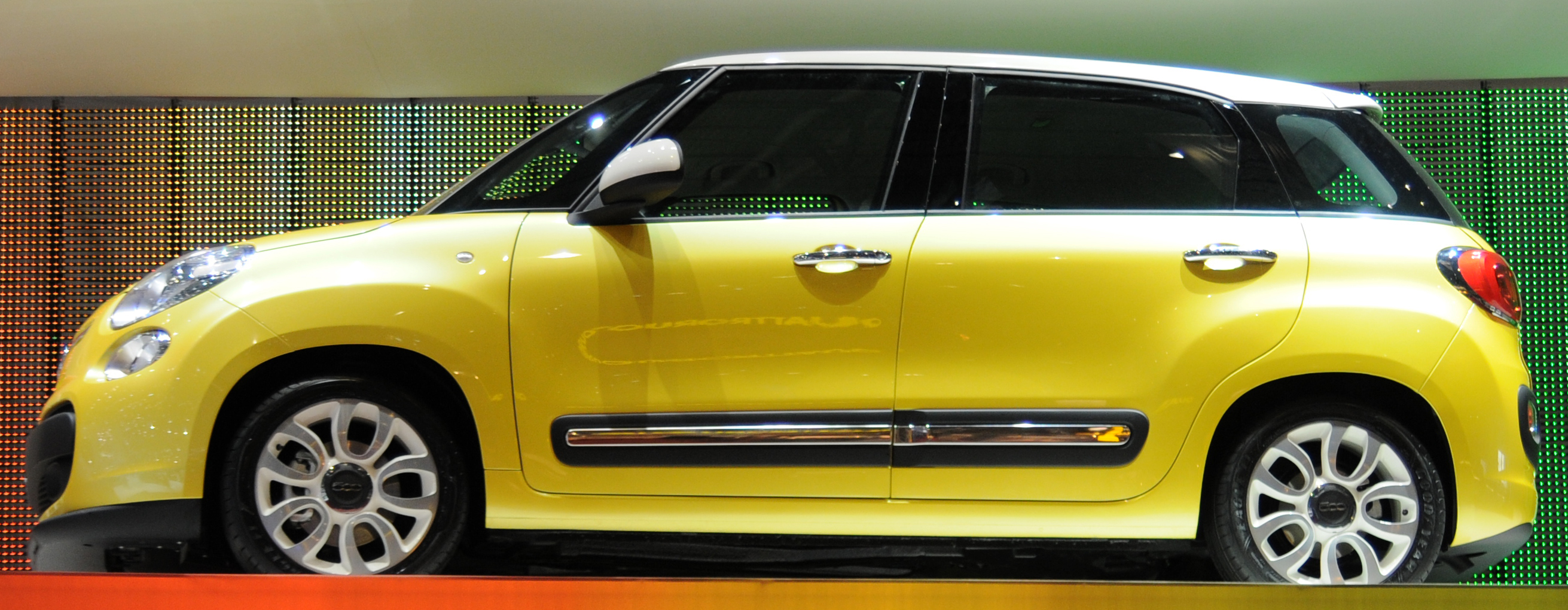
La Fiat 500L (2012)

- Fiat 500L (2012) 415 cm - V2.0 : début
  - Fiat 500L Living (2013) 435 cm - V2.0 : empattement inchangé
- Jeep Renegade (2014) - V2.1 : surélevé
- Fiat 500X (2014) - V2.1 : surélevé
- Fiat Toro (2015) - V2.1
- Fiat Tipo (2016) - V2.1
- Jeep Compass (2017) - V2.1 : surélevé
- Fiat Argo (2017) - V2.1
- Fiat Cronos (2018) - V2.1
- Alfa Romeo Tonale (2021)

Lors du lancement de la Fiat 500L, Fiat Group Automobiles a annoncé que cette plate-forme était destinée à une très large utilisation dans le groupe Fiat et ses filiales américaines généralistes et prémium et compte fabriquer plus d'un million de véhicules par an sur cette base,.